# Porc de Kemerovo
Le porc de Kemerovo (Keмepoвcкaя свинья, Kemerovskaïa svinia) est une race de porc originaire de la région de Kemerovo, en Russie.

## Histoire
Cette race porcine a été développée du temps de l'URSS dans les fermes collectives de la région de Kemerovo (au sud de la Sibérie) sous la direction d'A.I. Ovsyannikov et d'I.I. Goudilina. Elle est issue de croisements entre des truies sibériennes locales et des porcs large white et berkshire, ainsi que dans une petite mesure avec des porcs noirs. Plus tard, on introduit du pie noir de Sibérie et du porc de Sibérie du Nord pour créer de nouvelles lignées. La race est officiellement reconnue en 1961. Elle comptait 53 200 têtes en 1980 (dont 2 300 verrats de reproduction et 2 700 de truies de reproduction).

## Description
Le kemerovo est un cochon noir (avec de petites taches sur les pattes, le corps, la queue et le front) avec une tête moyenne et un visage légèrement bombé, de petites oreilles dressées. Son corps est large et de longueur moyenne sur des pattes solides. Son crin est dense.
Un verrat de 36 mois peut atteindre 326 kg (176 cm) et une truie 240 kg (159 cm). Celle-ci a des portées de 9,7 sujets en moyenne. le porcelet atteint 53 kg en un mois et 175 kg en deux mois (on a enregistré un record de 205 kg en 1983). Sa graisse dorsale atteint une épaisseur de 30 mm, la longueur de carcasse, 94 cm et le poids de jambon, 9,7 kg.
C'est un cochon très bien adapté au climat difficile de la région. Il est très rustique et plein de vitalité. C'est une race utilisée pour les croisements (notamment d'amélioration des races sibériennes), pour la qualité de la viande, pour la force de l'ossature et pour la prolificité. Il est élevé aussi au nord du Kazakhstan.